# Moony Witcher
Moony Witcher (Veneza, 26 de outubro de 1957), é o pseudónimo de Roberta Rizzo, uma escritora italiana de livros para crianças. 

## Livros
- A Menina da Sexta Lua (2002)
- Nina e o Mistério da Oitava Nota (2003)
- Nina e a Maldição da Serpente de Plumas (2004)
- Nina e o Olho secreto de Atlântida (2005)
- Morga a maga do vento
- Morga a maga do vento 2
- Morga a maga do vento 3